# Holtville (Alabama)
Holtville es un lugar designado por el censo ubicado en el condado de Elmore en el estado estadounidense de Oklahoma. En el Censo de 2010 tenía una población de 4096 habitantes y una densidad poblacional de 100,88 personas por km².

## Geografía
Holtville se encuentra ubicado en las coordenadas 32°37′49″N 86°19′41″O / 32.63028, -86.32806. Según la Oficina del Censo de los Estados Unidos, Holtville tiene una superficie total de 65.35 km², de la cual 55.88 km² corresponden a tierra firme y (14.48%) 9.46 km² es agua.

## Demografía
Según el censo de 2010, había 4096 personas residiendo en Holtville. La densidad de población era de 100,88 hab./km². De los 4096 habitantes, Holtville estaba compuesto por el 90.41% blancos, el 7.45% eran afroamericanos, el 0.49% eran amerindios, el 0.24% eran asiáticos, el 0.02% eran isleños del Pacífico, el 0.37% eran de otras razas y el 1.03% pertenecían a dos o más razas. Del total de la población el 1.27% eran hispanos o latinos de cualquier raza.